# 이와데시
이와데시(일본어: 岩出市)는 일본 와카야마현 북부에 있는 시이다. 2006년 4월 1일에 나가군(那賀郡) 이와데정(岩出町)이 일본 지방자치법의 시 승격 요건을 충족하면서 시로 승격되었다.
원래 나가군의 중심 지역이었으나 나가군에 속하던 다른 5개 자치단체는 2005년 11월 7일에 통합하여 기노카와시가 되었다. 한편 이와데정은 최근 와카야마시와 오사카시의 위성 도시로 인구가 증가하면서 통합하지 않고 단독으로 시 승격을 하게 되었다.

## 역사
- 1908년 8월 1일 - 나가군 이와데촌이 정으로 승격해 나가군 이와데정이 되었다.
- 1956년 9월 30일 - 4개 촌을 합병해 현재의 시역을 형성하였다.
- 2006년 4월 1일 - 시로 승격해 이와데시가 되었다.

## 교통

### 철도
- 서일본 여객철도 와카야마선
  - (← 시모이사카역) - 이와데역 - 후나토역 - (기이오구라역 →)

### 도로
- 게이나와 자동차도(일본어판)
- 국도 24호선

## 인구
| 연도 | 인구   | ±%     |
| ---- | ------ | ------ |
| 1960 | 12,810 | —      |
| 1970 | 15,980 | +24.7% |
| 1980 | 24,125 | +51.0% |
| 1990 | 32,846 | +36.1% |
| 2000 | 48,156 | +46.6% |
| 2010 | 52,890 | +9.8%  |